# أنخيل فيكتور توريس
أنخيل فيكتور توريس هو سياسي إسباني، ولد في 30 مارس 1921 في أروكاس في إسبانيا. نشط حزبياً في الحزب الاشتراكي العمالي الإسباني.

## مناصب
- انتخب mayor of Arucas ‏ (2011 – 2015).
- انتخب عضو برلمان جزر الكناري  [لغات أخرى]‏.
- انتخب mayor of Arucas ‏ (2003 – 2007).
- في الانتخابات العمومية الإسبانية 2008 [الإنجليزية]‏، انتخب عضو مجلس النواب الإسباني  [لغات أخرى]‏ عن دائرة Las Palmas (Congress of Deputies constituency) [الإنجليزية]‏ خلال فترته النيابية  [لغات أخرى]‏ (23 يوليو 2009 – 27 سبتمبر 2011).